# Viciria niveimana
Viciria niveimana là một loài nhện trong họ Salticidae.
Loài này thuộc chi Viciria. Viciria niveimana được Eugène Simon miêu tả năm 1902.